# Yacouba Bamba
Pour les articles homonymes, voir Bamba.
Yacouba Bamba, né le 16 décembre 1975, est un footballeur ivoirien, qui joue au poste d'attaquant de 1994 à 2010. Il est le père d'Axel Bamba, également footballeur.

## Biographie
En tant qu'attaquant, il fut international ivoirien entre 1996 et 1998.
Il joua dans différents clubs en Côte d'Ivoire, en Suisse, en Turquie et en Azerbaïdjan.
Dans son pays, il remporta un championnat national en 1996 avec Africa Sports National. En Suisse il fut finaliste de la Coupe de Suisse en 2001 avec Yverdon-Sport FC; en Turquie, il ne remporta rien. En Azerbaïdjan, il fut meilleur buteur du championnat en 2006 et remporta la Coupe d'Azerbaïdjan en 2008 et la Coupe de la CEI.

## Palmarès
- Championnat de Côte d'Ivoire de football
  - Champion en 1996
- Coupe de Côte d'Ivoire de football
  - Finaliste en 1996 et en 1997
- Coupe de Suisse de football
  - Finaliste en 2001
- Meilleur buteur du championnat azéri
  - Récompensé en 2006
- Championnat d'Azerbaïdjan de football
  - Vice-champion en 2006
- Coupe d'Azerbaïdjan de football
  - Vainqueur en 2008
  - Finaliste en 2006
- Coupe de la CEI de football
  - Vainqueur en 2008